# Раппопорт, Павел Александрович
| Военная служба | Военная служба                                                   |
| -------------- | ---------------------------------------------------------------- |
| Принадлежность | СССР                                                             |
| Род войск      | Инженерные войска, саперные войска, инженерно-технический состав |
| Годы службы    | 1941—1946                                                        |
| Звание         | Капитан                                                          |

Па́вел Алекса́ндрович Раппопо́рт (29 июня 1913, Санкт-Петербург — 11 сентября 1988, Москва) — советский историк архитектуры, археолог. Доктор исторических наук, работавший в Ленинградском отделении Института археологии АН СССР. Автор многочисленных трудов, в том числе фундаментальных, по древнерусскому зодчеству.

## Биография
Родился в Санкт-Петербурге в семье архитектора и инженера-строителя Шмуйла Берковича (Александра Борисовича) Раппопорта (1873—1940), уроженца местечка Чашники Лепельского уезда Витебской губернии, выпускника Киевского художественного училища Императорской академии художеств (1913) и Киевского строительного института (1937), среди его проектов — доходный дом Бурмистрова на Большой Дворянской улице, № 5, в Санкт-Петербурге. Мать — Зельда-Геня Шаевна (Зинаида Исаевна) Розовская (1877—1954), родом из Новогрудка, была зубным врачом (eё домашний зубоврачебный кабинет в Санкт-Петербурге с 1905 года располагался на Ново-Петергофском (Лермонтовском) проспекте, дом № 55, кв. 17). Родители заключили брак в 1908 году в Санкт-Петербурге, но вскоре после рождения сына расстались и отец вернулся в Киев.
В 1931—1937 годах Павел Раппопорт учился на архитектурном факультете ЛИИКСа, защитив дипломный проект на тему «Общественное здание». Из-за доноса вынужден был покинуть Ленинград и преподавал два года историю архитектуры в Симферополе в Крымском филиале МИИКСа. В 1939 году вернулся в Ленинград и поступил в аспирантуру ИИМКа, где впоследствии проработал до конца жизни. Научным руководителем П. А. Раппопорта стал историк и археолог, крупнейший специалист по истории древнерусской архитектуры Н. Н. Воронин, под влиянием которого и определился круг научных интересов Раппопорта. Изучая русское шатровое зодчество, он в начале 1941 года по архивным данным вновь открыл Борисоглебскую церковь в Борисовом городке.
После начала Великой Отечественной войны Павел Раппопорт в июле 1941 вступил добровольцем в народное ополчение и был назначен начальником инженерной службы отдельного пулемётного артиллерийского батальона, участвовал в боях на подступах к Ленинграду. В упорных боях близ Ропши батальон почти полностью погиб. Павел Александрович чудом остался жив, воевал в пехоте, командовал сапёрной ротой. В конце 1941 г. был ранен. После госпиталя — снова командир саперной роты в частях Ленинградского фронта. В начале 1943 г. он был переведен в береговые части Балтийского флота (в инженерный отдел). Участвовал в обеспечении деятельности береговой дальнобойной артиллерии, в изыскании способов обезвреживания неразорвавшихся бомб и мин. После снятия блокады Ленинграда П. А. Раппопорт занимался разминированием Балтийского побережья. Им написаны несколько руководств по разминированию, две большие статьи по военно-инженерному искусству, напечатанные в бюллетене Военно-инженерного управления ВМФ. Конец войны застал Раппопорта инженер-капитаном с боевыми наградами, хорошими служебными перспективами. Однако при первой же возможности в 1946 году Павел Александрович демобилизовался и вернулся к научной деятельности.
В 1947 году П. А. Раппопорт защитил кандидатскую диссертацию на тему «Русское шатровое зодчество конца XVI века». В 1965 году исследователю была присуждена степень доктора исторических наук.
В 1946—1988 годах трудился в Ленинградском отделении Института археологии (ЛО ИИМК АН СССР), провёл более 40 полевых сезонов. Занимался изучением военного зодчества Древней Руси, изучал укрепления Киева, Великого Новгорода, Владимира, Суздаля, Галича, Старой Ладоги, Порхова, Смоленска и прочих городов. С Н. Н. Ворониным производил раскопки в Смоленске, способствовал восстановлению картины эволюции смоленско-черниговского зодчества домонгольской эпохи. Важное значение придавал строительным артелям, которые, по его представлениям, переходили из княжества в княжество, перенося с собой строительные навыки. Составил каталог известных по археологическим данным архитектурных памятников Древней Руси (1982). Написал свыше 200 трудов. В конце жизни подготовил фундаментальное исследование эволюции древнерусского зодчества вплоть до петровской эпохи.
Жил в Ленинграде на 3-й Советской улице, дом № 7, кв. 8.

## Критика
Как считает археолог В. Ю. Коваль, многие выводы Раппопорта об устройстве древнерусских крепостей оказались ошибочными из-за несовершенства исследовательской методики учёного. По его мнению, «авторитет П. А. Раппопорта в научных кругах был и остаётся очень высоким, он необычайно много сделал для исследований каменной (церковной) архитектуры, однако относительно деревянной — его представления не соответствовали уровню археологических знаний. Так, только благодаря поддержке учёным столь же устаревшего стереотипа о землянках и полуземлянках (как основном типе жилищ восточного славянства) эту ошибочную интерпретацию погребов и подполий под наземными домами „законсервировали“ на много лет».

## Семья
- Жена (с 1943 года) — Евгения Григорьевна (Герцелевна) Шейнина (1921—1995), реставратор, специалист в области реставрации монументальной живописи, фресок и археологических объектов; выпускница энергомашиностроительного факультета Ленинградского индустриального института и факультета теории и истории искусств Института живописи, скульптуры и архитектуры имени И. Е. Репина (1948)[6].
  - Сын — Александр Павлович Раппопорт (род. 1944), архитектор.
    - Внучка — Ксения Александровна Раппопорт, актриса.

## Основные публикации
- Очерки по истории русского военного зодчества X—XIII вв. М.; Л., 1956.
- Очерки по истории военного зодчества Северо-Восточной и Северо-Западной Руси X—XV вв. М.; Л., 1961;
- Древние русские крепости. — М.: Наука, 1965. — 88 с. — (Из истории мировой культуры). — 4000 экз.
- Военное зодчество западнорусских земель X—XIV вв. Л., 1967;
- Древнерусская архитектура. — М.: Наука, 1970. — 144 с. — (Научно-популярная серия). — 30 000 экз.
- Древнерусское жилище. — Л.: Наука, 1975. — 180 с. — (Археология СССР. Свод археологических источников. Выпуск Е1-32).
- Раппопорт П. А., Смирнова А. Т. Архитектурные достопримечательности Смоленска. — М.: Московский рабочий, 1976. — 96 с. — 30 000 экз. (обл.)
- Воронин Н. Н., Раппопорт П. А. Зодчество Смоленска XII-XIII вв. — Л.: Наука. Ленингр. отд-ние, 1979. — 416 с. — 17 100 экз.
- Русская архитектура X-XIII вв.: Каталог памятников. — Л.: Наука, 1982. — 136 с. — (Археология СССР. Свод археологических источников. Выпуск Е1-47). — 5000 экз.
- Зодчество Древней Руси. — Л.: Наука, 1986. — 160 с. — (Из истории мировой культуры). — 100 000 экз.
- Древнерусская архитектура. — СПб.: Стройиздат, 1993. — 288 с. — 10 000 экз. — ISBN 5-274-00981-6.
- Строительное производство Древней Руси X—XIII вв.. — СПб.: Наука, 1994. — 160 с. — 5000 экз. — ISBN 5-02-027357-0.
- Архитектура средневековой Руси: избранные статьи. — СПб.: Лики России, 2013. — 328 с. — 500 экз. — ISBN 978-5-87417-438-5.